# تاكاشي ماتسو
تاكاشي ماتسو (بالكانا:まつお たかし) هو ممثل هزلي ‏ وممثل ياباني، ولد في 11 مايو 1960.

## وصلات خارجية
- تاكاشي ماتسو على موقع IMDb (الإنجليزية)
- تاكاشي ماتسو على موقع ميوزك برينز (الإنجليزية)
- تاكاشي ماتسو على موقع قاعدة بيانات الفيلم (الإنجليزية)